# Los Angeles-klassen
Los Angeles-klassen (også kaldt LA-klassen eller 688-klassen ) er en klasse af atomdrevne angrebsubåde (SSN) som udgør rygraden i den amerikanske ubådsflåde. Klassen udgør 45 ubåde og er dermed den mest producerede klasse af atomubåde i verden. Klassens forgænger var Sturgeon-klassen og efterfølgerne er Seawolf-klassen samt Virginia-klassen. Ubådene i denne klasse er navngivet efter byer i USA, hvilket bryder med en tradition i US Navy med at navngive angrebsubåde efter sødyr.
De sidste 23 både i serien, ofte indtalt som "688i" (688 Improved) er mere stille end deres forgængere og har fået et opgraderet deres kampinformationssystem. 688i ubådene er designet til at operere under is, hvorfor deres dybderor er placeret på skroget i stedet for tårnet som i de tidligere ubåde af Los Angeles-klassen. Desuden er deres tårn isforstærket.

## Egenskaber
Ifølge det Amerikanske forsvarsministerium er tophastigheden for en Los Angeles-klasse ubåd omkring 25 knob, dog er den præcise hastighed klassificeret. Nogle estimater fastsætter dog hastigheden som værende omkring 30-33 knob.
Det amerikanske forsvarsministerium fastsætter på samme måde den maksimale dykkedybde til 200 meter, mens Patrick Tyler i bogen Running Critical, antyder at den maksimale dykkedybde er omkring 290 meter. Selvom Patrick Tyler citerer 688-klassens designkomité for dette tal, har forsvarsministeriet ikke kommenteret det.

## Våbensystemer
Los Angeles-klassen medbringer omkring 25 våben der kan affyres fra de fire torpedorør. Dette kan være en kombination af torpedoer, Harpoon-missiler samt Tomahawk missiler. De sidste 31 ubåde har 12 dedikerede VLS-rør til Tomahawk missiler.

## Tekniske detaljer
.
Los Angeles-klassen er opdelt i to vandtætte områder. Det forreste område, som indeholder beboelse, våbensystemer samt kontrolrum. Det agterste område indeholder størstedelen af ubådens maskineri. Et større udvalg af luftudvindingssystemer gør at ubådene er i stand til at forblive neddykket i lange perioder uden at skulle udskifte luften om bord. Enkelte ubåde i klassen er i stand til at medbringe og deployere Navy SEALs i det skjulte. Dette kan gøres igennem enten et Dry Deck Shelter (DDS) system eller igennem Advanced SEAL Delivery System (ASDS). 
Når ubådene er på overfladen eller i snorkeldybde, kan klassen gøre brug af skibes reserve- eller nøddieselmotor som strømforsyning eller til at ventilere ubåden (eksempelvis i forbindelse med en brand). Dieselmotoren i en 688-klasse kan hurtigt startes ved hjælp af komprimeret luft og skabe strøm ved nødsituatuoner eller ventilere skadelige (ikke flygtige) gasser fra båden. Dog kræver ventilationen at man hæver en snorkel. Når en dieselmotor startes, og det ikke er en nødsituation, kræves det at motoren varmes op til den normale arbejdstemperatur, før den kan producere strøm på maksimal kapacitet, dette er en proces der tager fra 20 minutter til en halv time. Dog kan dieselgeneratoren, ved tilsidesættelse af betjeningsreglementet, omgående sættes til at producere med maksimal kapacitet. Dette kan gøres hvis chefen, med maskinmesterens anbefaling, beordrer det. Dette kunne ske i forsøget på at genskabe den normale strømfornyning eller forhindre et uheld med reaktoren eller hvis besætningens liv eller førlighed står på spil.
Skibets atomreaktor producerer normalt damp, som driver skibets dampgeneratorer og turbiner og dermed skaber elektricitet. Når nøddieselmotoren skal startes, kan strømmen hertil komme fra skibets batteri via hjælpegeneratorer. Normalt er fremdrivningen drevet af dampturbinerne, der skaber fremdrivt igennem et reduktionsgearssystem.

## Uheld
Flere ubåde i klassen har vært involveret i ulykker. Den mest alvorlige skete da USS San Francisco (SSN-711) kolliderede med et undersøisk bjerg syd for for Guam i 2005. Kollisionen skete med fuld hastighed og på mere end 150 meters dybde. Ulykken var så alvorlig at ubåden næsten gik tabt. 1 besætningsmedlem mistede livet og 23 blev kvæstet i ulykken.

## Versioner
Klassen er bygget i tre forskellige versioner. Den oprindelige version er benævnt "Flight I", herefter så udviklerne et behov for at tilføje et Vertical Launching System som blev tilføjet i "Flight II". "Flight III", (Normalt omtalt som 688I (I = Improved, forbedret) blev udviklet med en masse tekniske forbedringer, mest synligt var fjernelsen af de to dybderor på undervandsbådenes tårn.